# Tebenna piperella
Tebenna piperella là một loài bướm đêm thuộc họ Choreutidae. Nó được tìm thấy ở miền bắc Bắc Mỹ, bao gồm British Columbia và Alberta.